# اسلک (نرم‌افزار)
اسلَک یک ابزار همکاری تیمی مبتنی-بر-ابر است که توسط استورات باترفیلد تأسیس شده‌است. اسلک به عنوان یک ابزار داخلی در شرکت Tiny Speck برای توسعه Glitch آغاز به کار کرد. نام اسلک مخفف "Searchable Log of All Conversation and Knowledge" به معنی "لاگ قابل جستجو از مکالمات و دانش" است.

## تاریخچه
اسلک در اوت ۲۰۱۳ آغاز به کار کرد. در ژانویه ۲۰۱۵، اسلک اعلام کرد کسب و کار Screenhero خریداری کرده‌است.
در مارس ۲۰۱۵، اسلک اعلام کرد طی چهار روز هک شده‌است و اینکه برخی از اطلاعات کاربران در دسترس هکرها قرار گرفته‌است. اطلاعات مذکور شامل آدرس ایمیل، نام کاربری، رمز عبور رمز شده، و در برخی موارد شماره تلفن و شناسه اسکایپ بوده‌است. در واکنش به این اتفاق، اسلک احراز هویت چند فاکتوره را به سرویس خود اضافه کرد.

## ویژگی‌ها
در حالی که اسلک دیگر از IRC استفاده نمی‌کند، ویژگی‌هایی شبیه IRC ارائه می‌دهد: persistent chat rooms (کانال) سازماندهی شده توسط موضوع و همچنین گروه‌های خصوصی و پیام رسانی مستقیم. همه محتواهای داخل اسلک از جمله فایل‌ها، مکالمات و افراد قابل جستجو هستند. اسلک قابلیت ادغام و یکپارچه شدن با تعداد زیادی از سرویس‌های شخص ثالث را دارد. از جمله این سرویس‌ها می‌توان به گوگل درایو، Trello، Dropbox, Box, Heroku, IBM Bluemix, Crashlytics، گیت هاب، Runscope و Zendesk اشاره کرد.

### تیم
تیم‌های اسلک می‌توانند گروها و تیم‌ها را از طریق یک آدرس URL یا دعوتنامه‌ای که توسط اعضای مدیر تیم فرستاده می‌شوند به هم ملحق شوند. گرچه هدف اسلک در ابتدا صرفاً ارتباطات سازمانی بود، اما به آرامی به یک Community platform تبدیل شد. کارکردی که قبلاً از طریق تالارهای گفتگو یا شبکه‌های اجتماعی مثل فیسبوک یا لینکدین فراهمی می‌شد. بسیاری از این انجمن‌ها در قالب موضوعاتی طبقه‌بندی شده‌اند که ممکن است مورد علاقه قشر خاصی باشد.

### پیام رسانی
کانال‌های عمومی قابلیت ارتباط بدون استفاده از ایمیل و پیامک‌های گروهی را دارند. کانال‌های عمومی پس از دعوتنامه اولیه برای همه قابل دسترسی هستند. کانال‌های خصوصی امکان مکالمه خصوصی را ارائه می‌دهند. قابلیت ارسال مستقیم پیام امکان ارسال مستقیم پیام به کاربران خاص را می‌دهد. پیام‌های مستقیم می‌تواند شامل حداکثر ۹ کاربر باشد.

## مدل کسب و کار
اسلک خود را به عنوان یک محصول فری میوم در تبلیغات معرفی می‌کند که می‌تواند تعداد نامحدودی از کاربران را سرویس دهی کند اما طی گزارشی که توسط فردی به نام کوینسی لارسون ارائه شد کاربران هر کانال نمی‌تواند بیش از ۸۴۶۲ کاربر باشد. کاربران می‌تواند با ارتقا به نسخه‌های پولی به کانال‌ها بزرگتر و ویژگی‌های پیشرفته دسترسی داشته باشند.

## سکوها
اسلک ابزارهایی برای سیستم عامل‌های موبایل iOS، اندروید و ویندوز فون، کلاینت مبتنی بر مرورگر و سیستم عاملی‌های دسکتاپ macOS، ویندوز و لینوکس فراهم می‌کند. همچنین کاربران ساعت اپل می‌توانند پیام‌های مستقیم بفرستند.

## تحریم کاربران ایرانی
در ۲۹ آذر ۱۳۹۷ کاربران ایرانی گزارش دادند که اسلک اکانت آن‌ها را بدون هشدار و اعلام قبلی مسدود کرده‌است. بر اساس‌نامه‌ای که اسلک به کاربران ارسال کرده اینکار به خاطر پیروی از قوانین تحریم وزارت بازرگانی و اداره خزانه‌داری آمریکا انجام شده‌است.